# 奧利弗·托雷斯
奧利弗·托雷斯（西班牙語：Óliver Torres，1994年11月10日—）是西班牙的一位足球運動員，在場上司職攻擊型中場。他出身馬德里競技青訓營，現在效力于墨西哥足球超級聯賽球隊蒙特雷。他也曾代表西班牙U21青年隊比賽。

## 榮譽

### 球會
塞維利亞
- 欧足联欧洲联赛冠軍：2019-20賽季

## 外部連結
- BDFutbol profile（页面存档备份，存于）
- Topforward profile （页面存档备份，存于） （英文）
- Futbolme profile （页面存档备份，存于） （西班牙文）
- Stats at Footballdatabase （页面存档备份，存于）